# Las Víboras

Pulpería del pueblo

Las Víboras fue un de los primeros poblados de la campiña uruguaya Departamento de Colonia. Buena parte de su población fue la que más tarde se constituyó en la base de la ciudad de Carmelo, (Uruguay).

## Historia
En 1527, bajo el mando de los españoles, el veneciano Sebastián Caboto fundó en la zona el Fuerte de San Lázaro en febrero de 1527, población que rápidamente sucumbió frente al ataque de los Timbúes), por lo que fue abandonada durante dos años hasta septiembre de 1530.
En 1745, Ambrosio Sosa poseía 650 reses de un total de 2650 en el Partido de Las Víboras. Un año más tarde se consolidó la primera población viborera. En 1758, fray Domingo Monzón realizó un censo con un resultado de 194 personas habitando el Partido de las Víboras. Juan Francisco Palacios erigió la capilla del pueblo de Las Víboras, de la que fray Fernando Oviedo fue el primer párroco.
En el año 1760 se fundó oficialmente el Pueblo de Las Víboras, gracias a la iniciativa de Don Gerónimo Monzón. En el año 1783 llega Don Antonio Mariano Alonso como nuevo párroco, y en 1798 lo sustituye el sacerdote Casimiro José de la Fuente.
En 1800, José Gervasio Artigas llegó a Las Víboras para desterrar a los bandoleros y contrabandistas. Un año más tarde se comenzó a gestar la necesidad de trasladar a los vecinos viboreros, pero un año después tal intento se vio frustrado. 
En 1806, Las Víboras se convirtió en un refugio para los bonaerenses que escapaban de la Primera Invasión Inglesa. 
En 1809 arribó a Las Víboras el cura Felipe Santiago Torres Leiva.
Años después, en 1815, el Padre Larrañaga pernoctó una noche en el pueblo de Las Víboras, según su Diario de Viaje de Montevideo a Paysandú. 
Al año siguiente, el 12 de febrero, desde Purificación, Artigas firmó el decreto de traslado del Pueblo de Las Víboras al Puerto de Las Vacas y Río Uruguay.
Isidoro Rodríguez se desempeñó como alcalde territorial de Las Víboras en 1822. 
En 1830 asistió a la Jura de la Constitución como juez civil de Las Víboras. Al siguiente año fue designado Primer Jefe Político y de Policía del Departamento de Colonia.
Además, en 1837 se le designó presidente de la Comisión de Tierras del Departamento de Colonia, y en 1841 fue nombrado juez de paz de El Carmelo. En 1842 fue nombrado comandante de la Guardia Nacional de El Carmelo. 
En 1846, fue derrotado el coronel Jaime Montoro y la guerra terminó con el pueblo.

## Ubicación
Se encuentra en el departamento de Colonia.
A algunos kilómetros de la ciudad de Carmelo. Desde la cual se puede tener acceso por la Ruta 97.
La ubicación de la Escuela N° 66 del pueblo es: -33º 55' 47.2614" -58º 11' 58.5594"

## Población
Su población estimada, en el año 2014, es de 2052 habitantes.